# قانون اوکان
در اقتصاد، قانون اوکان رابطه ای است که از نظر تجربی بین بیکاری و زیان در تولید یک کشور مشاهده می‌شود. نام این آرتور ملوین اوکون است که برای اولین بار این رابطه را در سال ۱۹۶۲ پیشنهاد کرد. در "gap version" آمده‌است که به ازای هر ۱٪ افزایش نرخ بیکاری، تولید ناخالص داخلی یک کشور تقریباً ۲٪ کمتر از تولید ناخالص داخلی بالقوه آن خواهد بود. "نسخه تفاوت" رابطه بین تغییرات سه‌ماهه بیکاری و تغییرات سه‌ماهه تولید ناخالص داخلی واقعی را توصیف می‌کند. ثبات و سودمندی قانون مورد اختلاف بوده‌است.

## رابطه ناقص
شاید اگر به قانون اوکان «قاعده انگشت شست اوکان» بگوییم؛ دقیق تر باشد. به دلیل اینکه این قانون یک تقریب بر اساس مشاهدات تجربی است تا آن که یک نتیجه حاصل از تئوری. قانون اوکان تقریبی است، زیرا عوامل دیگری به غیر از اشتغال (مانند بهره‌وری) خروجی را تحت تأثیر قرار می‌دهند. در بیانیه اصلی اوکان از قانون خود، افزایش۲٪ در خروجی برابر است با یک کاهش ۱٪ ای در نرخ بیکاری ادواری؛ یک افزایش ۰٫۵٪ ای در مشارکت نیروی کار؛ یک افزایش ۰٫۵٪ ای در ساعات کار هر کارمند؛ و یک افزایش ۱٪ ای در خروجی به ازای ساعات کار (بهره‌وری نیروی کار).
قانون اوکان بیان می‌کند که افزایش یک واحد در نرخ بیکاری دوره‌ای در ارتباط است با دو واحد درصد از رشد منفی تولید ناخالص داخلی واقعی. رابطه بسته به کشور و دوره زمانی مورد بررسی تغییر می‌کند.
رابطه با برازش رشد تولید ناخالص داخلی یا تولید ناخالص ملی بر تغییر در نرخ بیکاری تست شده‌است. مارتین پراچونی کاهش ۳٪ ای در خروجی به ازای هر ۱ درصد افزایش در نرخ بیکاری را برآورد کرد. با این حال، او استدلال کرد که اکثر این تغییر در خروجی در واقع ناشی از تغییرات در عوامل دیگر به غیر از بیکاری، مانند استفاده از ظرفیت و ساعت کار کرده‌است. اگر این عوامل دیگر را ثابت نگه داریم؛ ارتباط بین بیکاری و تولید ناخالص داخلی به حدود۰٫۷٪ به ازای هر ۱٪ تغییر در نرخ بیکاری کاهش می‌یابد (پراچونی ۱۹۹۳). به نظر می‌رسد که اندازه این کاهش در طول زمان در ایالات متحده آمریکا رو به زوال است. طبق اندرو هابیل و بن برنانکی، برآوردها بر اساس داده‌های سال‌های اخیر؛ کاهش ۲٪ ای در خروجی به ازای هر ۱ درصد افزایش در بیکاری را نشان می‌دهند (هابیل و برنانکی ۲۰۰۵).
به چند دلیل تولید ناخالص داخلی ممکن است افزایش یا کاهش تند تری نسبت به کاهش یا افزایش بیکاری داشته باشد:
با افزایش بیکاری:
- یک کاهش اثر ضریب فزاینده در اثر کاهش گردش پول کارگران ایجاد می‌شود.
- افراد بیکار ممکن است از نیروی کار حذف شوند (دیگر به دنبال کار نباشند)، پس از آن؛ آن‌ها دیگر در آمار بیکاران شمارش نمی‌شوند.
- کارگران شاغل ممکن است ساعت‌های کوتاه تری کار کنند.
- بهره‌وری نیروی کار ممکن است کاهش یابد، شاید به این دلیل که کارفرمایان بیشتر از حد نیازشان کارگر دارند.

یکی از مفاهیم قانون اوکان این است که یک افزایش در بهره‌وری نیروی کار یا یک افزایش در اندازه نیروی کار می‌تواند به معنی رشد خالص خروجی واقعی باشد؛ بدون آن که نرخ بیکاری سقوط کند (پدیده "رشد بیکاری”).

## عبارات ریاضی
نسخه شکاف قانون اوکان ممکن است به این صورت نوشته شود (هابیل و برنانکی ۲۰۰۵):
{\displaystyle ({\overline {Y}}-Y)/{\overline {Y}}=c(u-{\overline {u}})}
که:
- Y خروجی واقعی است.
- {\displaystyle {\overline {Y}}} تولید ناخالص داخلی بالقوه است.
- u نرخ بیکاری واقعی است.
- {\displaystyle {\overline {u}}} نرخ بیکاری طبیعی است.
- c عاملی که تغییرات در بیکاری را به تغییرات در خروجی مرتبط می‌سازد

در ایالات متحده از سال ۱۹۵۵ یا بیشتر، مقدار c به‌طور معمول حدود ۲ یا ۳ بوده‌است، همان‌طور که در بالا توضیح داده شد.
نسخه شکاف قانون اوکان، که در بالا نشان داده شد، برای استفاده در عمل دشوار است به این دلیل که مقادیر {\displaystyle {\overline {Y}}} و {\displaystyle {\overline {u}}} را تنها می‌شود تخمین زد و نمی‌توان اندازه گرفت. فرمی که معمولاً از قانون اوکان استفاده می‌شود، به فرم تفاوت یا نرخ رشد در قانون اوکان است، که تغییرات در خروجی را به تغییرات در نرخ بیکاری مرتبط می‌سازد:
{\displaystyle \Delta Y/Y=k-c\Delta u}
که:
- Yو c مانند آنچه که در بالا تعریف شده هستند
- {\displaystyle \Delta Y} تغییر در خروجی واقعی از یک سال به سال بعد است.
- {\displaystyle \Delta u} تغییر در بیکاری از یک سال به سال بعد است.
- k متوسط نرخ رشد سالانه خروجی اشتغال کامل است.

در حال حاضر در ایالات متحده، k تقریباً ۳٪ و c تقریباً ۲ است. پس ممکن است که معادله به صورت زیر نوشته شود:
{\displaystyle \Delta Y/Y=0.03-2\Delta u}

## استنتاج از فرم نرخ رشد
ما با اولین فرم قانون اوکان شروع می‌کنیم:
{\displaystyle ({\overline {Y}}-Y)/{\overline {Y}}=1-Y/{\overline {Y}}=c(u-{\overline {u}})}
{\displaystyle -1+Y/{\overline {Y}}=c(u-{\overline {u}})}
اگر تفاوت‌های سالانه را از هر دو طرف بگیریم، داریم:
{\displaystyle \Delta (Y/{\overline {Y}})=(Y+\Delta Y)/({\overline {Y}}+\Delta {\overline {Y}}=c(\Delta {\overline {u}}-\Delta u)}
بعد از گرفتن مخرج مشترک داریم:
{\displaystyle ({\overline {Y}}\Delta Y-Y\Delta {\overline {Y}})=({\overline {Y}}({\overline {Y}}+\Delta {\overline {Y}}))=c(\Delta {\overline {u}}-\Delta u)}
که اگر طرف چپ را در کسر {\displaystyle ({\overline {Y}}\Delta {\overline {Y}})/Y} که تقریباً برابر با ۱ است ضرب کنیم، داریم:
{\displaystyle ({\overline {Y}}\Delta Y-Y\Delta {\overline {Y}})/({\overline {Y}}Y)=\Delta Y/Y-\Delta {\overline {Y}}/\Delta {\overline {Y}}\approx c(\Delta {\overline {u}}-\Delta u)}
{\displaystyle \Delta Y/Y\approx \Delta {\overline {Y}}/\Delta {\overline {Y}}+c(\Delta {\overline {u}}-\Delta u)}
ما فرض می‌کنیم که {\displaystyle \Delta u}، تغییر در نرخ طبیعی بیکاری، تقریباً برابر با صفر است. ما همچنین فرض می‌کنیم که {\displaystyle \Delta {\overline {Y}}/\Delta {\overline {Y}}}، نرخ رشد تولید اشتغال کامل، تقریباً برابر است با مقدار متوسط آن، k. پس در نهایت بدست می‌آوریم:
{\displaystyle \Delta Y/Y\approx k-c\Delta u}

## سودمندی
از طریق مقایسه بین داده‌های واقعی و پیش‌بینی‌های نظری، ثابت می‌شود قانون اوکان یک ابزار ارزشمند در پیش‌بینی روند بین بیکاری و تولید ناخالص داخلی واقعی است. با این حال، دقت و صحت اطلاعاتی که از لحاظ نظری از طریق قانون اوکان ثابت شد در مقایسه با اعداد دنیای واقعی ثابت می‌شود عموماً نادرست هستند؛ که این به دلیل واریانس ضریب اوکان است. بسیاری نتیجه گرفتند که این اطلاعات ثابت شده توسط قانون اوکان تا درجه خاصی قابل قبول هستند. همچنین، برخی از یافته نشان می‌دهند که قانون اوکان برای پیش‌بینی کوتاه مدت از نرخ بالاتری از دقت و صحت برخوردار است نسبت به پیش‌بینی بلند مدت. پیش‌بینی کنندگان به نتیجه رسیده‌اند که این درست است که به دلیل شرایط پیش‌بینی نشده بازار ممکن است ضریب اوکان تأثیر قرار بگیرد.
به این ترتیب، قانون اوکان به‌طور کلی توسط پیش‌بینی کنندگان به عنوان یک ابزار برای تجزیه و تحلیل کوتاه مدت روند بین بیکاری و تولید ناخالص داخلی واقعی قابل قبول است، به جای اینکه برای تجزیه و تحلیل بلند مدت و همچنین محاسبات دقیق عددی استفاده شود.